# Liste der Landesstraßen in Schleswig-Holstein
Diese Liste der Landesstraßen in Schleswig-Holstein ist eine Auflistung der Landesstraßen im deutschen Land Schleswig-Holstein. Sie werden mit dem Buchstaben L abgekürzt und stehen zwischen den höherrangigen Bundesstraßen (B) und den niederrangigen Kreisstraßen (K).
Die Bundesautobahnen und Bundesstraßen werden gestalterisch hervorgehoben.

## Landesstraßen
Der Straßenverlauf wird in der Regel von Nord nach Süd und von West nach Ost angegeben.
| Nr.   | Verlauf |
| ----- | --- |
| L 1   | in Süderlügum – Westre – L 3 – Ladelund – L 245 – Bramstedtlund – Weesby – L 212 – Medelby – Osterby – in Wallsbüll |
| L 2   | L 6 in Aventoft – L 192 – Wimmersbüll – in Süderlügum |
| L 3   | in Klixbüll – Tinningstedt – L 236 – L 301 – Karlum – L 1 in Ladelund |
| L 4   | in Stadum – Soholm – Soholmbrück – L 13 – Hoffnungstal – Brommelund – Dörpum – in Bredstedt |
| L 5   | in Sande – Klintum – in Leck |
| L 6   | (Dänemark) – Staatsgrenze – L 2 – Aventoft – Rosenkranz – L 312 – L 271 – Neukirchen – L 8 – Emmelsbüll-Horsbüll – Neugalmsbüll – Galmsbüll – L 7 – L 9 – Blocksberg – Fahretoft – Waygaard-Deich – L 10 – L 11 – L 13 – West-Langenhorn – Büttjebüll – Sterdebüll – L 191 – Ebüll – Uphusum – West-Bordelum – Ost-Bordelum – |
| L 7   | L 6 in Galmsbüll – L 279 – Niebüll – |
| L 8   | Klanxbüll – L 6 – Niebüll – |
| L 9   | Dagebüll-Hafen – L 191 – Dagebüll – L 6 |
| L 10  | in Lindholm – L 279 – Risum – Norder-Waygaard – L 6 in Waygaard-Deich |
| L 11  | L 6 – Altendeich – L 191 – Sönke-Nissen-Koog – L 278 – Bredstedt – |
| L 12  | in Bredstedt – Sönnebüll – Högel – Goldelund – L 13 – Goldebek – L 281 – L 269 – Großenwiehe – L 14 – in Wanderup |
| L 13  | L 11 – L 6 – Langenhorn – – Mönkebüll – L 4 – Lütjenholm – L 12 in Goldelund |
| L 14  | in Wallsbüll – Meyn – Kleinwiehe – Großenwiehe – L 12 – Schobüll – in Kragstedt |
| L 15  | in Wanderup – Tarp – L 247 – – L 193/L 317 |
| L 16  | L 17 – Harrislee – in Duburg |
| L 17  | (Dänemark) – Staatsgrenze – L 192 – Harrislee – L 16 – in Flensburg |
| L 21  | in Flensburg – Tarup – L 96 – Maasbüll – Husby – L 268 – Husbyries – Husbyholz – Hardesby – L 270 – Schwensby – Dingholz – L 292 – Sterup – L 248 – Grünholz – Brunsholm – L 252 – Ulegraff – Schrepperie – Oersberg – Wittkiel – Sandbek – in Kappeln                                                                        |
| L 22  | L 292 in Sörup – L 270 – Satrup – L 268 – L 23 – Esmark – Uelsby – Böklund – L 267 – L 28 – Wellspang – L 189 – Brekling – Hoheluft – in Triangel |
| L 23  | in Flensburg – Wielenberg – Freienwill – L 96 – Großsoltbrück – L 267 – Mühlenbrück – Bistoft – Obdrup – Satrup – L 22 – Groß Rüde – Klein Rüde – Mohrkirch – Böel – L 28 – in Brebel |
| L 24  | List auf Sylt – Westerheide – Kampen (Sylt) – Wenningstedt – Westerland – Rantum – Hörnum (Sylt) (Sylt) |
| L 25  | – Faulück – Grödersby – Arnis |
| L 26  | – Großwaabs – Waabs – Ludwigsburg – Gast (– Abzweig zur ) – L 27 in Eckernförde |
| L 27  | L 283 – Rieseby – Barkelsby – – Abzweig der L 26 – Eckernförde – L 26 – / |
| L 28  | in Bredstedt – L 273 – Drelsdorf – Norstedt – Viöl – – L 190 – Behrendorf – Bondelum – Sollbrück – L 29 – L 299 – Jübek – Friedrichsau – Gamellund – L 317 – Idstedt – Stolk – Böklund – L 22 – Bellig – Hollmühle – Struxdorf – Böelwesterfeld – L 23 in Böel                                                                |
| L 29  | – Janneby – Jörl – L 247 – L 190 – Sollerup – Sollbrück – L 28 – Esperstoft – Treia – – L 299 – Rümland – Stalloh – L 37 in Hollingstedt |
| L 30  | Strucklahnungshörn – Norderhafen – Odenbüll – Morsumkoog – Pohnshalligkoog – Wobbenbüll – Schobüll – Hockensbüll – L 273 – L 244 in Husum (Nordstrand bis Pohnshalligkoog) |
| L 31  | – Simonsberg – L 310 – Witzwort – L 32 |
| L 32  | L 34 – Osterhever – L 242 – Oldenswort – L 36 – L 31 – Witzwort – / (Eiderstedt bis Oldenswort) |
| L 33  | in Ording – Sankt Peter-Dorf – Ehst – L 305 – Wrixum – (Eiderstedt) |
| L 34  | L 310 in Norderheverkoog – L 32 – Poppenbüll – in Garding (Eiderstedt) |
| L 36  | L 32 in Oldenswort – L 311 |
| L 37  | in Husum – Dreimühlen – Ostenfeld (Husum) – L 38 – Hollingstedt – L 29 – L 39 in Dörpstedt |
| L 38  | in Oster-Ohrstedt – Ohrstedt-Bahnhof – Ostenfeld (Husum) – L 37 – Winnert – Schwabstedt – in Seeth |
| L 39  | in Norderstapel – Papenbrook – Wohlde – Bünge – L 37 – Dörpstedt – L 188 – Groß Rheide – Klein Rheide – Kropp – L 40 – Tetenhusen – Hohn – Westermühlen – in Hamdorf |
| L 40  | in Kropp – L 39 – L 188 – Klein Bennebek – Alt Bennebek – Meggerdorf – |
| L 42  | L 265 in Eckernförde – Lehmsiek – Stillbek – Haby – L 44 – L 293 – Sehestedt – Steinrade – Borgstedt – in Büdelsdorf |
| L 44  | L 42 – Holtsee – Revensdorf – Gettorf – L 46 – – Osdorf – L 45 – Borghorsterhütten – L 254 – Birkenmoor – L 45 – Kuhholzberg – – L 45 – Sprenge |
| L 45  | L 44 in Osdorf – Stubbendorf – L 285 – Krusendorf – Surendorf – |
| L 46  | L 44 in Gettorf – Tüttendorf – Kanalfähre Landwehr () |
| L 47  | in Rendsburg (– Abzweig zur /) – Kanalfähre Nobiskrug () – Schacht-Audorf – Ostenfeld – Bovenau – L 293 – |
| L 48  | L 194 in Achterwehr – Felde – Westensee – L 255 – Groß Vollstedt – – Alt Mühlendorf – Eisendorf – L 49 |
| L 49  | L 125 in Nortorf – L 121 – L 48 – Borgdorf-Seedorf – L 298 – Dätgen – – L 318 – Bordesholm – Groß Buchwald – L 67 – Dosenbek – Nettelsee – Warnau – Kirchbarkau – L 307 – Großbarkau – Honigsee – Pohnsdorf – Preetz – |
| L 50  | in Neumühlen-Dietrichsdorf – Schönkirchen – Muxall – Probsteierhagen – Passade – Fiefbergen – L 211 – Schönberg – |
| L 52  | / in Kiel – Gaarden-Ost – Klausdorf – / in Schwentinental |
| L 53  | in Selent – Mucheln – Sellin – Lebrade – Rixdorf – |
| L 55  | – Dannau – Neukirchen – Sieversdorf – L 174 in Malente |
| L 56  | L 174 in Malente – L 228 – Kreuzfeld – L 258 |
| L 57  | – Eutin – Kasseedorf – Schönwalde am Bungsberg – L 216 – Lensahnerhof – L 258 – L 58 in Lensahn |
| L 58  | Lensahn – L 57 – – Kabelhorst – L 231 – Cismarfelde – in Cismar |
| L 59  | / in Oldenburg in Holstein – Göhl – Quals – |
| L 60  | in Jahnshof – Giddendorf – Neuseegalendorf – in Neukirchen |
| L 67  | in Neumünster – Großharrie – L 49 – … – – in Ascheberg (Holstein) |
| L 68  | – Dersau – Stocksee – Damsdorf – L 69 – Tensfeld – Blunk – Groß Rönnau – in Klein Rönnau |
| L 69  | in Bornhöved – Tarbek – L 68 – Schlamersdorf – Schulbusch – Berlin – L 161 – Gnissau – – Strenglin – Pronstorf – Goldenbek – |
| L 71  | L 184 – Lebatz – Tankenrade – Wulfsfelde – Reinsbek – Langniendorf – Heilshoop – Zarpen – Heidekamp – Reinfeld (Holstein) – L 84 – |
| L 73  | Großenaspe – Bimöhlen – – L 319 in Bad Bramstedt |
| L 75  | in Elmshorn – L 117 – L 113 – Bokholt-Hanredder – Voßloch – Barmstedt – L 112 – L 110 – L 111 – Heede – – L 234 – Alveslohe – Kaden – L 326 – Henstedt-Ulzburg – Götzberg – Wakendorf II – in Nahe |
| L 76  | in Quickborn – Ellerau – L 234 – Quickborn – Borstel-Hohenraden – Pinneberg – L 107 – L 106 |
| L 78  | – Bark – L 167 in Todesfelde – … – L 232 in Stuvenborn – L 80 in Sievershütten |
| L 79  | – Hartenholm – L 167 – L 232 – Struvenhütten – L 80 |
| L 80  | L 234 in Kaltenkirchen – Oersdorf – L 79 – Kattendorf – Hüttblek – Sievershütten – L 78 – L 233 – Oering – |
| L 81  | – Tönningstedt – L 226 |
| L 82  | in Elmenhorst – Bargteheide – L 225 – L 89 – Delingsdorf – Ahrensburg – L 224 – L 91 – L 225 – Landesgrenze – (Hamburg) |
| L 83  | in Bad Segeberg – Klein Gladebrügge – Dreggers – L 84 – Sühlen – Schlamersdorf – in Bad Oldesloe |
| L 84  | L 83 in Dreggers – Bühnsdorf – L 71 in Reinfeld (Holstein) |
| L 87  | in Rethwisch – L 88 – Klein Boden – Groß Boden – Stubben – L 296 – Steinhorst – L 92 in Labenz |
| L 88  | L 90 in Barkhorst – Krummbek – Schmachthagen – L 87 |
| L 89  | Bargteheide-West – L 225 – L 82 – Bargteheide – Hammoor – – L 90 |
| L 90  | in Bad Oldesloe – Pölitz – L 88 – Barkhorst – Lasbek-Dorf – L 89 – – Todendorf – L 296 – Oetjendorf – L 91 in Hoisdorf |
| L 91  | L 82 in Ahrensburg – L 224 – Großhansdorf – L 90 – Hoisdorf – Hoisdorf-Süd |
| L 92  | in Lübeck – – Niederbüssau – Kronsforde – Bliestorf – Kastorf – – L 199 – Labenz – L 87 – Sandesneben – L 200 – Lauenburg – Lütjensee – L 224 – Großensee – L 160 in Braak |
| L 93  | L 92 in Großensee – – L 94/L 220 in Trittau |
| L 94  | (Hamburg) – Landesgrenze – Oststeinbek – Glinde – Neuschönningstedt – L 222 – – Witzhave – Grande – L 208 – – L 93/L 220 in Trittau |
| L 96  | – Handewitt – Hüllerup – Haurup – – Oeversee – L 317 – Juhlschau – L 23 – Freienwill – Kleinsolt – Hürup – Weseby – L 21 – Maasbüll – Rüllschau – Rosgaard – Oxbüll – Ulstrup – L 268 – Rüde – Iskiersand – Bockholm |
| L 97  | Hooger Fähre () – Schardeich – Nordmitteldeich – Tammensiel (– Abzweig zum Tiefwasseranleger) – Junkersmitteldeich – Tilli – Südermitteldeich – Osterschütting – Schardeich (Pellworm) |
| L 98  | – Wulksfelde – Landesgrenze – (Hamburg) |
| L 99  | – Rellingen – Egenbüttel – L 104 – Ellerbek – Landesgrenze – (Hamburg) |
| L 100 | L 112 – Horst – L 288 – L 118 – in Elmshorn |
| L 102 | in Scharbeutz – – Luschendorf – L 180 in Pansdorf |
| L 103 | L 106 in Pinneberg – L 105 – Waldenau-Datum – L 104 – Schenefeld – Abzweig der L 104 – Landesgrenze – (Hamburg) |
| L 104 | L 99 in Egenbüttel – Halstenbek – – L 104 – Schenefeld (– Abzweig zur L 103) – Landesgrenze – (Hamburg) |
| L 105 | L 103 in Pinneberg – Etz – in Wedel |
| L 106 | in Uetersen – Appen – L 103 – Pinneberg – L 76 – |
| L 107 | in Groß Nordende – Tornesch – L 110 – Prisdorf – L 76 in Pinneberg |
| L 108 | L 289 in Neuendeich – in Uetersen |
| L 109 | in Elmshorn – Seester – in Klein Nordende |
| L 110 | L 75 in Barmstedt – Bevern – L 195 – Ellerhoop – Oha – – L 107 in Tornesch |
| L 111 | L 75 in Heede – Hemdingen – L 195 – |
| L 112 | L 119 in Grevenkop – L 100 – – L 116 – Hohenfelde – Dauenhof – Brande-Hörnerkirchen – L 114 – Groß Offenseth-Aspern – L 113 – L 75 in Barmstedt |
| L 113 | L 112 in Groß Offenseth-Aspern – L 288 – Klein Offenseth-Sparrieshoop – L 180 in Elmshorn |
| L 114 | in Wrist – Heidrehm – L 171 – Hingstheide – Bokel – L 112 in Brande-Hörnerkirchen |
| L 115 | L 116 – Kronsmoor – Westermoor – Wittenbergen – L 171 – L 23 in Kellinghusen |
| L 116 | / in Itzehoe – Lägerdorf – Rethwisch – L 112 |
| L 117 | L 75 in Elmshorn – in Elmshorn |
| L 118 | L 119 – Krempe – Süderau – L 168 – Siethwende – L 288 – Bullendorf – L 100 in Elmshorn |
| L 119 | / – Dägeling – Neuenbrook – L 112 – Grevenkop – Krempe – L 118 – Krempdorf – L 120 – in Glückstadt |
| L 120 | in Itzehoe – Wellenkamp – Kremperheide – Bahrenfleth – L 119 in Krempdorf |
| L 121 | L 49 in Nortorf – L 328 – Gnutz – Aukrug – – Tönsheide – Hennstedt – L 123 – Lockstedt – Springhoe – Hohenlockstedt – |
| L 122 | L 123 in Rade – Fitzbek – Willenscharen – Brokstedt – L 295 – Armstedt – L 73/L 319 in Bad Bramstedt |
| L 123 | in Hohenwestedt – Grauel – Meezen – Hennstedt – L 121 – Rade – L 122 – Rosdorf – Kellinghusen – – L 115 |
| L 125 | – Stafstedt – Luhnstedt – Oldenhütten – Bargstedt – L 328 – L 49 in Nortorf |
| L 126 | in Hamdorf – L 308 – Lohklint – Kanalfähre Breiholz () – Hamweddel – |
| L 127 | – Embühren – Haale – Lütjenwestedt – Gokels – L 316 – L 128 – Warringholz – Schenefeld – Ottenbüttel – in Itzehoe |
| L 128 | L 127 in Gokels – Seefeld – Puls – in Reher |
| L 130 | L 131 in Wacken – / |
| L 131 | L 148 in Osterrade – Offenbüttel – Kanalfähre Fischerhütte () – Hanerau-Hademarschen – L 316 – L 308 – Bendorf – Oersdorf – Holstenniendorf – L 132 – Gribbohm – L 213 – Wacken – L 130 – L 134 – L 327 in Vaale |
| L 132 | L 145 in Schafstedt – Hohenhörn, Gemeinde Schafstedt – Kanalfähre Hohenhörn () – Hohenhörn, Gemeinde Holstenniendorf – L 131 in Holstenniendorf |
| L 134 | L 131 in Vaale – L 327 – Vaalermoor – L 135 in Neuendorf |
| L 135 | L 327 in Hochdonn – Burg (Dithmarschen) – L 139 – Kanalfähre Burg () – Aebtissinwisch – L 137 – Neuendorf – L 134 – Wilster – L 136 – Honigfleth (– Abzweig zur ) – Heiligenstedten – |
| L 136 | L 135 in Wilster – Dammfleth – L 170 – Beidenfleth – Wewelsfleth – |
| L 137 | L 135 in Aebtissinwisch – Ecklak – / in Landscheide |
| L 138 | in Meldorf – Gudendorf – Hindorf – L 140 – Sankt Michaelisdonn – L 144 – L 142 – Dingen – Eddelak – L 139 – |
| L 139 | L 135 in Burg (Dithmarschen) – Buchholz – Kuden – L 276 – Theeberg – L 138 in Eddelak |
| L 140 | L 138 in Sankt Michaelisdonn – L 141 – Quickborn – L 297 – Brickeln – L 139 in Burg (Dithmarschen) |
| L 141 | L 327 in Süderhastedt – L 297 – Frestedt – Scharfenstein – L 140 |
| L 142 | L 143/L 177 – Marnerdeich – Marne – Volsemenhusen – L 173 – L 138 in Sankt Michaelisdonn |
| L 143 | L 144 – Kronprinzenkoog – L 142 – L 177 – Neufeld – |
| L 144 | Friedrichskoog-Spitze – L 177 – L 143 – L 237 – – Trennewurth – L 173 – L 138 in Sankt Michaelisdonn |
| L 145 | L 146 – Schafstedt – L 132 – – Eggstedt – L 327 |
| L 146 | / – L 145 – L 316 |
| L 147 | L 316 in Nordhastedt – L 236 – Fiel – Epenwöhrdenermoor – Hesel – in Meldorf |
| L 148 | – Wrohm – L 131 – Osterrade – Jützbüttel – L 149 – L 316 in Albersdorf |
| L 149 | L 156 – Kleve – Hennstedt – L 239 – L 150 – Glüsing – L 172 – Schalkholz – Tellingstedt – Immenstedt – L 148 |
| L 150 | Delve – Hollingstedt – Glüsing – L 149 – L 172 – Linden – Süderheistedt – L 239 – Kringelkrug – Ostrohe – in Heide |
| L 153 | L 154 in Wesselburen – Hassenbüttel – Wellinghusen – – Wöhrden – Wackenhusen – Ketelsbüttel – L 238 – Harmswöhrden – Barsfleth – Thalingburen – Meldorfer Hafen – in Meldorf |
| L 154 | L 156 in Wesselburen – L 153 – Jarrenwisch – Oesterwurth – L 155 in Tiebensee |
| L 155 | – L 294 – Zannhusen – L 156 – Neuenkirchen – Tiebensee – L 154 – Norderwöhrden – |
| L 156 | in Friedrichstadt – L 149 – Sankt Annen – Lehe – Lunden – Krempel – L 302 – Rehm-Flehde-Bargen – Hemme – – L 155 – Strübbel – Schülperaltensiel – L 157 – Schülp – L 305 – Wesselburen – L 154 – Süderdeich – Reinsbüttel –                                                                                                   |
| L 157 | L 294 in Schülperneuensiel – L 156 in Schülperaltensiel |
| L 158 | L 219 in Kollow – Gülzow – Juliusburg – in Lauenburg/Elbe |
| L 159 | L 220 in Hamfelde (Lauenburg) – Basthorst – Möhnsen – Havekost – |
| L 160 | L 222 – Braak – L 92 (– Abzweig zur L 222) – Langelohe – Kronsdorf – Rausdorf – – L 93 in Trittau |
| L 161 | L 176 in Hutzfeld – Wöbs – L 69 in Berlin |
| L 163 | L 174 – Nüchel – L 178 |
| L 164 | in Lütjenburg – Hohwacht |
| L 165 | in Schönberg – Stakendorf – Hohenfelde – Satjendorf – L 259 – Gadendorf – Darry – / in Lütjenburg |
| L 167 | L 234 – Hartenholm (– Abzweig zur ) – L 79 – Vosshöhlen – Todesfelde – L 78 – Fredesdorf – Heiderfeld – Leezen – Neversdorf (– Abzweig nach Neversdorf-Ost) – |
| L 168 | in Glückstadt – Herzhorn – L 118 – L 100 |
| L 170 | L 136 in Dammfleth – in Brokdorf |
| L 171 | L 115 in Wittenbergen – Wulfsmoor – L 114 |
| L 172 | L 155 – Pahlkrug – Schalkholz – L 149 – Pahlen – Pahlhorn – in Erfde |
| L 173 | – Barlt – L 144 – L 142 – Volsemenhusen – Ramhusen – Ohlen – Westerbelmhusen – |
| L 174 | L 56 in Malente – L 55 – Krummsee – L 163 – Sielbeck – Fissau (– Abzweig zur ) – L 228 – L 56 in Malente |
| L 175 | – Tensbüttel – L 145 in Schafstedt |
| L 176 | L 161 in Hutzfeld – L 306 – Majenfelde – Quisdorf – Eutin – Abzweig der L 174 |
| L 177 | L 144 – Friedrichskoog – Dieksanderkoog – Kaiser-Wilhelm-Koog – L 142/L 143 |
| L 178 | in Lütjenburg – Kühren – Högsdorf – L 163 – Kirchnüchel – Bergfeld – L 216 in Schönwalde am Bungsberg |
| L 179 | Schleifähre () – Missunde – L 253 in Kosel |
| L 180 | L 309 in Pansdorf – L 102 – Groß Timmendorf – L 181 in Timmendorfer Strand |
| L 181 | in Timmendorfer Strand – L 180 – Hemmelsdorf – – Ratekau – L 290 – L 309 – – in Dänischburg |
| L 182 | in Lübeck – Landesgrenze – (L 02 in Mecklenburg-Vorpommern) |
| L 184 | in Eutin – Braak – Klenzau – Schwienkuhlen – Siblin – L 306 – Barghorst – Ahrensbök – – L 71 – Curau – Pohnsdorf – L 185 – L 332 in Stockelsdorf |
| L 185 | L 184 in Pohnsdorf – L 309 in Bad Schwartau |
| L 187 | L 21 in Grünholz – Rügge – L 23 in Mohrkirch |
| L 188 | L 39 in Dörpstedt – Börmerkoog – Börm – Klein Bennebek – L 40 |
| L 189 | L 22 – Tolk – – Scholderup – Geelbyholz – Brodersby – Schleifähre |
| L 190 | L 28 in Viöl – Sollwitt – Süderhackstedt – L 29 |
| L 191 | L 6 in Dagebüll – Schüttsiel – Ockholm – L 11 – L 6 in Sterdebüll |
| L 192 | L 2 – – Ellhöft – L 245 – L 313 – Böxlund – Ellund – L 17 in Harrislee |
| L 193 | L 15/L 317 – Süderschmedeby – L 267 – Großsolt – Bistoft – L 23 – L 268/L 292 in Ausackerholz |
| L 194 | L 48 in Achterwehr – Flemhude – Quarnbek – Strohbrück – Stampe – Ottendorf – Kronshagen – – L 321 in Kiel |
| L 195 | L 110 in Ellerhoop – Hemdingen – L 111 – in Bilsen |
| L 199 | L 92 – Klinkrade – Duvensee – Kühsen – L 220 – Marienwohlde – |
| L 200 | L 92 – Wentorf – Sirksfelde – Koberg – L 220 – Borstorf – Breitenfelde – Woltersdorf – Hornbek – Roseburg – Siebeneichen – Büchen – L 205 – Witzeeze – Dalldorf – Basedow – / in Lauenburg/Elbe |
| L 201 | in Ratzeburg – |
| L 202 | L 203 in Ratzeburg – Schmilau – L 218 – Mölln |
| L 203 | in Ratzeburg – L 202 – L 204 |
| L 204 | L 203 – Sterley – L 218 – Hollenbek – L 205 in Gudow |
| L 205 | in Geesthacht – L 219 in Wiershop – … – in Wangelau – Schulendorf – Büchen – L 200 – – Gudow – L 287 – L 204 – Landesgrenze – (L 04 in Mecklenburg-Vorpommern) |
| L 208 | L 94 in Grande – Rotenbek – Friedrichsruh – L 314 – Aumühle – Kröppelshagen – – Escheburg – / |
| L 209 | Orth – Sulsdorf – Kopendorf – Petersdorf – Lemkendorf – Altjellingsdorf – Landkirchen – L 217 – – Burg auf Fehmarn – Sahrensdorf – Meeschendorf – Staberdorf (Fehmarn) |
| L 210 | – Kaltenkirchen |
| L 211 | L 50 in Schönberg – Höhndorf – Gödersdorf – Stoltenberg – Schlesen – Preetz |
| L 212 | in Leck – Achtrup – L 245 – Holt – L 1 in Medelby |
| L 213 | L 327 – L 131 in Gribbohm |
| L 214 | Dunsum – Süderende – Oldsum – Alkersum – L 272 – Wrixum – Wyk auf Föhr – Nieblum – L 272 – Borgsum – Utersum – Dunsum (Föhr) |
| L 215 | Norddorf auf Amrum – Nebel – Süddorf – Wittdün auf Amrum (Amrum) |
| L 216 | – Wangels – L 258 – Hansühn – Neu Testorf – Mönchneversdorf – Schönwalde am Bungsberg – L 178 – L 57 – Altenkrempe – / |
| L 217 | L 209 in Landkirchen – (Fehmarn) |
| L 218 | L 202 in Mölln – Brunsmark – L 204 in Sterley |
| L 219 | / in Schwarzenbek – Kollow – L 158 – L 205 in Wiershop |
| L 220 | L 93/L 94 in Trittau – Hamfelde (Stormarn) – L 159 – Hamfelde (Lauenburg) – Mühlenrade – Köthel (Lauenburg) – L 200 – Nusse – L 257 – Kühsen – L 199 – Niendorf bei Berkenthin – Göldenitz – in Berkenthin |
| L 222 | (Hamburg) – Landesgrenze – – L 160 – … – Stapelfeld – Stellau – Abzweig der L 160 – Stemwarde – Neuschönningstedt – L 94 – Schönningstedt – L 314 – Reinbek – L 223 – Wentorf bei Hamburg – |
| L 223 | (Hamburg) – Landesgrenze – L 222 in Reinbek |
| L 224 | L 82 in Ahrensburg – L 91 – – L 92 in Großensee |
| L 225 | L 82 in Bargteheide – L 89 – Rehagen (– Abzweig nach Hoisbüttel – Landesgrenze – (Hamburg)) – Bünningstedt – L 82 in Ahrensburg |
| L 226 | L 81 – Grabau – Glinde (– Abzweig zur ) – in Bad Oldesloe |
| L 228 | L 56 in Malente – L 174 in Malente |
| L 230 | L 332 in Stockelsdorf – – L 309 in Bad Schwartau |
| L 231 | L 58 – Gosdorf – Altratjensdorf – Thomsdorf – in Grube |
| L 232 | L 79 in Struvenhütten – Bredenbekshorst – Stuvenborn – L 78 – Seth – |
| L 233 | L 326 – Kisdorf – Kisdorferwohld – L 80 |
| L 234 | in Hasenmoor – L 167 – Schmalfeld – L 81 – Kaltenkirchen – L 80 – L 320 – … – L 75 in Alveslohe – L 76 in Ellerau |
| L 236 | L 147 in Nordhastedt – Odderade – Sarzbüttel – |
| L 237 | L 144 – in Helse |
| L 238 | L 153 in Ketelsbüttel – in Hemmingstedt |
| L 239 | L 149 in Hennstedt – Hägen – Norderheistedt – L 150 in Süderheistedt |
| L 241 | in Garding – Welt – L 305 – Kating – Tönning – (Eiderstedt) |
| L 242 | L 32 – Tetenbüll – in Katharinenheerd (Eiderstedt) |
| L 244 | L 30 in Husum – L 273 in Husum |
| L 245 | L 192 – L 1 – Ladelund – L 212 in Achtrup |
| L 246 | L 3 – Leck |
| L 247 | L 15 in Tarp – Eggebek – L 29 in Jörl |
| L 248 | Norgaardholz – Gintoft – Steinbergkirche – – Westerholm – L 21 in Sterup |
| L 249 | L 268 – Quellental – Meierwik – Mürwik – / in Flensburg |
| L 252 | – Niesgrau – Atzbüll – Esgrusschauby – Brunsholm – L 21 – Saustrup – Norderbrarup – in Süderbrarup |
| L 253 | Kosel – in Koselfeld |
| L 254 | L 44 – Kaltenhof – Dehnhöft – in Altenholz |
| L 255 | in Rendsburg – Osterrönfeld – Bokelholm – Emkendorf – L 48 – Wrohe – Schierensee – Rumohr – L 318 in Flintbek |
| L 257 | L 220 in Nusse – Mannhagen – Hammer – in Mölln |
| L 258 | in Kaköhl – Nessendorf – Kükelühn – L 216 – Hansühn – Testorf – Harmsdorf – L 57 in Lensahn |
| L 259 | L 165 in Satjendorf – Emkendorf – Giekau – |
| L 260 | L 122 – Hasenkrug – Hardebek – L 319 |
| L 261 | in Heist – Haselau – L 289 – Haseldorf – Hetlingen – in Holm |
| L 265 | – Owschlag – Ramsdorf – Ahlefeld – Ascheffel – Osterby – Friedland – Windeby – Eckernförde – – L 42 – |
| L 267 | L 23 in Großsoltbrück – Großsolt – L 193 – Großsoltholz – Hostrup – Havetoft – Klappholz – L 22 in Böklund |
| L 268 | L 249 – Ulstrupfeld – Ulstrup – L 96 – – Munkbrarup – Süderholz – Gremmerup – Husby – L 21 – Markerup – Ausacker – Dammende – Ausackerholz – L 193 – L 292 – L 22 in Satrup |
| L 269 | L 12 – Sillerup – |
| L 270 | in Langballig – Grundhof – Lutzhöft – L 21 – Hardesby – L 292 – L 22 in Sörup |
| L 271 | Rodenäs – L 6 in Neukirchen |
| L 272 | L 214 in Alkersum – L 214 in Nieblum |
| L 273 | L 28 in Drelsdorf – Bohmstedt – Arlewatt – Horstedt – Husum – L 30 – L 244 |
| L 276 | L 139 in Theeberg – Averlak – Kanalfähre Kudensee () – Kudensee – L 137 in Landscheide |
| L 277 | in Kieholm – Wormshöft – Maasholm-Bad |
| L 278 | L 11 in Sönke-Nissen-Koog – in Struckum |
| L 279 | L 7 in Niebüll – L 10 in Risum |
| L 281 | L 12 in Goldebek – Joldelund – Löwenstedt – in Haselund |
| L 283 | in Brebel – Nottfeld – Lindau – Stubbe – L 27 |
| L 284 | L 326 – in Norderstedt |
| L 285 | in Schnellmark – Aschau – Lindhöft – Noer – L 45 in Krusendorf |
| L 286 | in Kappeln – Olpenitzdorf |
| L 287 | – Mölln – Lehmrade – L 205 in Gudow |
| L 288 | Kollmar – – Siethwende – L 118 – Horst – L 100 – – L 113 |
| L 289 | L 108 in Neuendeich – L 261 |
| L 290 | L 181 in Ratekau – Sereetz – L 181 – in Dänischburg |
| L 292 | L 193/L 268 in Ausackerholz – L 270 – Sörup – L 22 – L 21 |
| L 293 | L 42 in Sehestedt – Kanalfähre Sehestedt () – Sehestedt-Süd – L 47 in Bovenau |
| L 294 | L 155 – L 157 in Schülperneuensiel |
| L 295 | L 122 in Brokstedt – Borstel – Quarnstedt – in Wrist |
| L 296 | L 90 in Todendorf – – Mollhagen – Eichede – L 87 in Stubben |
| L 297 | L 141 in Süderhastedt – Großenrade – L 140 |
| L 298 | L 49 – Langwedel – Blumenthal – – L 318 |
| L 299 | L 28 in Jübek – Silberstedt – – L 29 |
| L 300 | in Leck – Sprakebüll – Bärenshöft – in Schafflund |
| L 301 | in Süderlügum – Lexgaard – L 3 |
| L 302 | L 156 – Schlichting – L 149 |
| L 305 | L 33 – L 241 – Eidersperrwerk – Wesselburenerkoog – L 156 in Wesselburen (Eiderstedt bis zum Eidersperrwerk) |
| L 306 | – Kleinmühlen – Pfingstberg – Brackrade – L 176 – Hassendorf – Saarau – L 184 in Barghorst |
| L 307 | L 318 – Flintbek – Schönhorst – Klein Barkau – |
| L 308 | L 126 – Breiholz – Bokelhoop – Kanalfähre Oldenbüttel () – Oldenbüttel – Heisern – L 131/L 316 in Hanerau-Hademarschen |
| L 309 | in Merkendorf – Neustadt in Holstein – Süsel – – Ekelsdorf – Pönitz – Gleschendorf – Schürsdorf – L 180 – Pansdorf – Techau – Ratekau – L 181 – Bad Schwartau – L 185 – L 230 – L 332 in Lübeck |
| L 310 | L 34 in Norderheverkoog – Norderfriedrichskoog – Uelvesbüll – L 31 (Eiderstedt bis Norderfriedrichskoog) |
| L 311 | in Kotzenbüll – L 36 – Ladelund – L 245 – / (Eiderstedt) |
| L 312 | (Dänemark) – Staatsgrenze – Rosenkranz – L 6 |
| L 313 | (Dänemark) – Staatsgrenze – Pepersmark – L 192 |
| L 314 | L 222 in Schönningstedt – Aumühle – L 208 – / in Dassendorf |
| L 315 | in Ziethen – Landesgrenze – (L 01 in Mecklenburg-Vorpommern) |
| L 316 | – Nordhastedt – L 147 – Arkebek – Albersdorf – L 148 – L 146 – Grünental – Hanerau-Hademarschen – L 131 – L 308 – L 127 in Gokels |
| L 317 | in Flensburg – Jarplund – L 96 – Oeversee – Frörup – L 15 – L 193 – Stenderupau – L 28 – / |
| L 318 | in Kiel – Molfsee – L 255 – L 307 – Rotenhahn – L 298 – Schmalstede – L 49 – Bordesholm – Mühbrook – Einfeld – in Neumünster |
| L 319 | L 323 in Neumünster – L 205 – – L 260 – Wiemersdorf – – L 73/L 122 in Bad Bramstedt |
| L 320 | in Lentföhrden – Nützen – Kaltenkirchen – L 234 – L 326 |
| L 321 | Kiel – L 204 – / in Kiel |
| L 322 | L 323 in Neumünster – Gadeland – |
| L 323 | in Neumünster – L 319 – L 322 – in Neumünster |
| L 326 | – Henstedt-Ulzburg – L 320 – L 233 – L 75 – L 284 in Norderstedt |
| L 327 | in Nindorf – Farnewinkel – Krumstedt – Süderhastedt – L 141 – L 145 – Hochdonn – L 135 – Kanalfähre Hochdonn () – L 213 – Vaale – L 134 – L 131 – Nutteln – Kleve – Krummendiek – |
| L 328 | in Nienlanden – L 125 – Nortorf – L 121 – Timmaspe – in Neumünster |
| L 331 | in Lübeck – Groß Grönau – Groß Sarau – Pogeez – |
| L 332 | – Eckhorst – L 184 – Lübeck – Stockelsdorf – L 230 – L 309 – |